# Галкыныш (яхта)
Яхта «Галкынш» (туркм. «Galkynyş» ýahtasy) — яхта, принадлежащая Правительству Туркменистана. Первая подобная яхта на Каспийском море.

## История
Постройка корабля велась на верфях в Италии. Дизайн разработан Стефано Натуччи. В 2008 году она впервые была использована в рамках выездного заседания Кабинета министров Туркменистана.
Яхта курсирует вдоль побережья Каспийского моря.

### Финансирование
По слухам, в одной из конфиденциальных телеграмм, отправленных из посольства США в Ашхабаде, приводились предположения о том, что российская компания «Итера» подарила Президенту Туркменистана Гурбангулы Бердымухамедову яхту стоимостью 60 миллионов евро, чтобы получить контракт на добычу газа, особенно на суше, продвинув таким образом переговорный процесс. При этом в официальной русскоязычной газете «Нейтральный Туркменистан» 1 октября 2008 года была опубликована новость о том, что власти страны приобрели построенную в Италии яхту «Галкыныш» («Возрождение»), которая будет плавать в Каспийском море. По тексту статьи можно было понять, что яхта будет первым кораблём флотилии, плавающей в Каспийском море в рамках поддержки проекта национальной туристической зоны «Аваза».